# Fluviul Potomac
Fluviul Potomac este situat în partea de est a SUA. Își are izvorul în statul Virginia de Vest și se varsă după 616 km în golful Chesapeake Bay în oceanul Atlantic. Fluviul se formează prin unirea a două ramuri la Cumberland, în partea de vest a statului Maryland.
Trece prin statele Maryland, West Virginia și Virginia, precum și prin Districtul Columbia și orașul Washington, D.C., capitala SUA.
În Washington, D.C., o instituție importantă de pe malul Potomacului este de exemplu Pentagonul (Ministerul Apărării al SUA).
1. ↑   https://www.potomacriver.org/resources/maps/, accesat în 4 august 2021 Lipsește sau este vid: |title= (ajutor)
2. 1 2  Gazetteer, accesat în 4 august 2021